# Dimorphinoctua cunhaensis
Dimorphinoctua cunhaensis är en fjärilsart som beskrevs av Pierre E.L. Viette 1952. Dimorphinoctua cunhaensis ingår i släktet Dimorphinoctua och familjen nattflyn. Inga underarter finns listade i Catalogue of Life.